# Così parlò Zarathustra
(Friedrich Nietzsche. Proemio di Zarathustra - §3)
Così parlò Zarathustra. Un libro per tutti e per nessuno (tedesco: Also sprach Zarathustra. Ein Buch für Alle und Keinen) è un libro del filosofo tedesco Friedrich Nietzsche, composto in quattro parti, la prima nel 1883, la seconda e la terza nel 1884, la quarta nel 1885.

Il filosofo tedesco Nietzsche giunse a Rapallo nel rigido novembre del 1882 alloggiando in “un alberghetto proprio in riva al mare” (Villa San Faustino), che si trovava in quella che oggi è Piazzetta Est. Nel tentativo di liberarsi delle terribili emicranie di cui soffriva e convinto che “tutti i pensieri veramente grandi sono concepiti camminando”, percorreva in solitudine i ripidi sentieri da Rapallo verso Portofino o Zoagli. Nel suo Ecce Homo scriverà: “Su queste due strade mi venne incontro tutto il primo Zarathustra, : più esattamente, mi assalì…”. È infatti durante questo soggiorno che prenderà forma la prima parte di Così parlò Zarathustra, una delle sue opere più celebri.
Lettera per Francesca da Rapallo:

 “L’inverno seguente vivevo vicino a Genova, in quell’insenatura quieta e graziosa di Rapallo, intagliata tra Chiavari e il promontorio di Portofino. Non ero nel miglior stato di salute […] Eppure, quasi a riprova del mio principio, secondo cui tutto ciò che è decisivo nasce “nonostante tutto”, il mio Zarathustra nacque in quell’inverno e in quelle sfavorevoli circostanze. La mattina andavo verso sud, salendo per la splendida strada di Zoagli, in mezzo ai pini, con l’ampia distesa del mare sotto di me; il pomeriggio, tutte le volte che me lo consentiva la salute, facevo il giro di tutta la baia di Santa Margherita, arrivando fin dietro Portofino. […] Su queste due strade mi venne incontro tutto il primo Zarathustra, e soprattutto il tipo di Zarathustra stesso: più esattamente, mi assalì”.
Gran parte dell'opera tratta i temi dell'eterno ritorno, della parabola della morte di Dio, e la profezia dell'avvento dell'oltreuomo, che erano stati precedentemente introdotti ne La gaia scienza. Definito dallo stesso Nietzsche come "il più profondo che sia mai stato scritto", il libro è un denso ed esoterico trattato di filosofia e di morale, e tratta della discesa di Zarathustra dalla montagna al mercato per portare l'insegnamento all'umanità.
Il comportamento di Zarathustra qui descritto è opposto a quello già espresso da un saggio di Arthur Schopenhauer che prefigura - al contrario - un allontanamento del mistico dal mercato verso, appunto, la montagna. Ironicamente il testo utilizza uno stile simile a quello della Bibbia, ma contiene idee e concetti diametralmente opposti a quelli del cristianesimo e del giudaismo riguardo alla morale ed ai valori tradizionali.
Con questo testo Nietzsche prosegue la propria strada di allontanamento dalla filosofia di Schopenhauer e dal mondo di Richard Wagner a cui era stato fino ad allora legato.
L'opera è il frutto della ripresa, da parte di Nietzsche, dello studio di un autore amatissimo sin da quando era diciottenne, Ralph Waldo Emerson. I temi emersoniani percorrono infatti tutta l'opera: tra questi spiccano la fiducia in sé stessi, l'affermazione della vita intramondana, l'amore del fato e l'idea dell'oltreuomo.
Nietzsche scrisse l'opera mentre vagava in varie località artistiche italiane (la quarta e ultima parte del libro fu scritta da Nietzsche in residenza a Rapallo).

## Origini dell'opera e suo stile

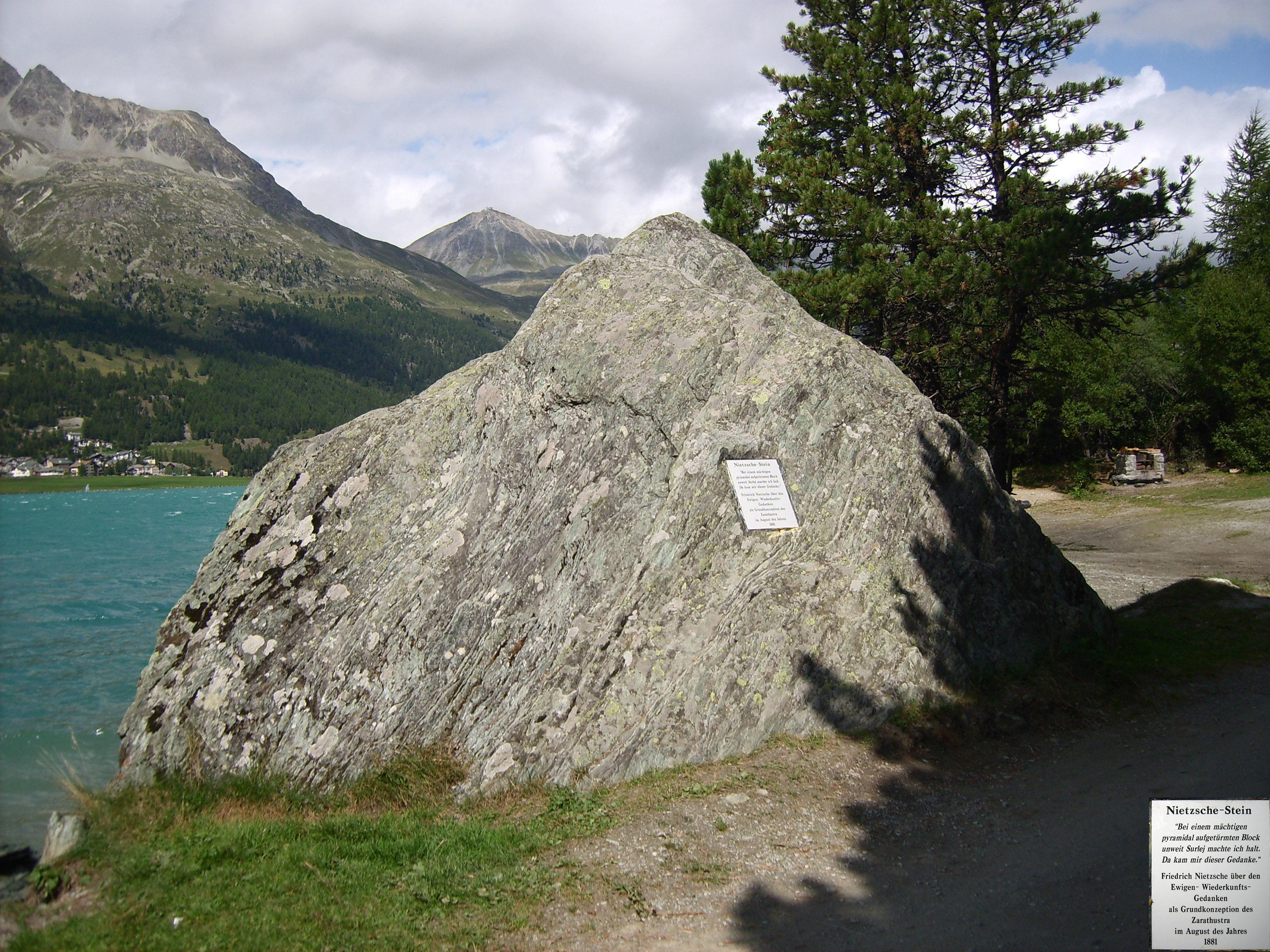
"Lapide di Nietzsche" a Surlej presso il Lago di Silvaplana, luogo dell'ispirazione del filosofo per Così parlò Zarathustra.

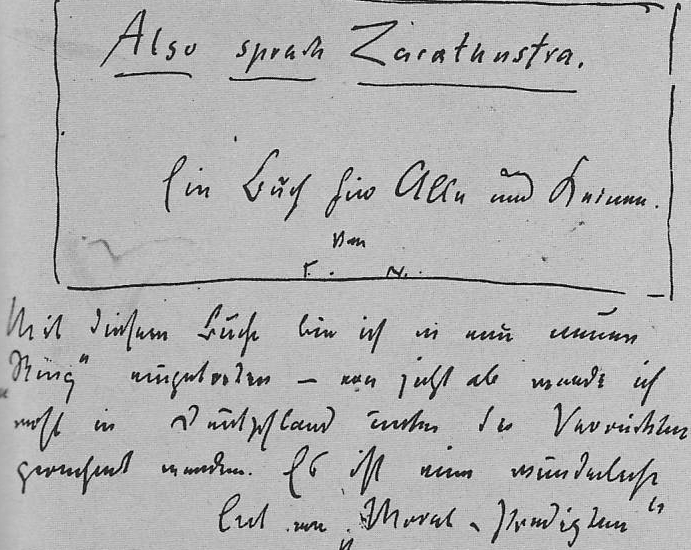
Nietzsche annuncia il titolo del suo nuovo libro in una lettera a Heinrich Köselitz, alias Peter Gast, datata 1º febbraio 1883

Zarathustra veniva introdotto per la prima volta al termine de La gaia scienza, nell'inquietante Incipit Tragoediae, mentre la parabola della morte di Dio è resa nel famosissimo "aforisma 125" (anche, in parte, nel 108). L'opera, scritta nel 1882, in seguito alla pubblicazione di Umano, troppo umano, nel quale il filosofo rende sé colpevole del suo appoggio intellettuale a Wagner, da egli rinnegato alla stagione mattutina del suo pensiero come un "nostalgico cristiano" è catartica per la comprensione dell'alba della filosofia di Nietzsche, e, per di più, contiene anche la prima formulazione della dottrina dell'eterno ritorno, uno dei concetti cardinali degli insegnamenti di Zarathustra. L'autore dichiara che l'opera è superiore al Faust di Goethe per "il vigore e la virilità del linguaggio".

## Struttura e temi trattati
Il libro racconta i viaggi fittizi e la pedagogia di Zarathustra: il nome del personaggio protagonista è tratto da quello dell'antico fondatore dello zoroastrismo il cui testo sacro è costituito dall'Avestā; basato sul monoteismo e la contrapposizione di bene e male.
Nietzsche vuole qui raffigurare chiaramente un tipo nuovo di Zarathustra, profeta e fondatore di religione, ossia colui che predica al mondo col suo esempio la trasvalutazione dei valori, di tutti i valori fino ad oggi considerati tali (argomento incalzato da Nietzsche in L'Anticristo).
Compreso il proprio errore, il profeta Zarathustra lo comunica agli uomini e annuncia loro una nuova dottrina, quella dell'oltreuomo, un superamento radicale del sé che perde la sua essenza, del sé nichilista e passivo davanti alla decadenza della cultura occidentale cristiana e socratica, dell'idea di un "mondo dietro al mondo" avallata dalla metafisica, dal cristianesimo (nient'altro che "platonismo per il popolo", come diceva Nietzsche) e dal pietismo etico derivante.
Caratteristica del tutto originale, presentata per la prima volta nel Prologo, è la designazione degli esseri umani come una transizione tra le scimmie (come in Darwin) e l'Übermensch, superamento dell'uomo nichilista, padrone di sé stesso e della propria vita, rinnegante di qualsiasi autorità impostagli: il funambolo sulla corda sopra l'abisso è colui che cerca d'allontanarsi dalla sua istintuale animalità in direzione dell'oltreuomo.
Tra i molti temi proposti nel libro, ve ne sono alcuni ricorrenti: la morte di Dio; l'essere umano come ponte tra le bestie e l'oltreuomo; l'eterno ritorno dell'uguale; la volontà di potenza come componente fondamentale della natura umana, in quanto espressione dell'impulso di vivere.
Molte delle sue future critiche al cristianesimo (come nel seguente Anticristo) possono già essere trovate in nuce nello Zarathustra, in particolare quella dei valori cristiani di bene e male, e la sua tendenza a porsi come platonismo per il popolo, cioè a togliere valore al mondo presente per assegnarlo ad un mondo oltre il mondo. Compassione e pietà, virtù della piccola gente, non sono degne degli uomini superiori: il loro sguardo deve ergersi al di sopra della piccola gente come quello dei cani da pastore sulle pecore, e volgersi al nuovo nell'atto creativo.

### Idee centrali di base: volontà di potenza, morte di Dio, oltreuomo, eterno ritorno dell'identico
Nietzsche utilizza la figura dell'antico profeta persiano per collegare e sviluppare i 4 elementi principali su cui poggia l'intera sua opera, tutti ampiamente discussi in questo libro definito insieme "per tutti e per nessuno".
Dal punto di vista dell'originale Zoroastro tutti gli esseri umani si trovano in condizione d'uguaglianza di fronte all'unico Dio: poco prima della morte di Dio, tutti gli individui risultano uguali in quanto folla, gregge anonimo. Conseguentemente la morte di Dio è una possibilità d'espressione per il futuro superuomo.
Nel 3° paragrafo della Prefazione il profeta definisce l'uomo come un ponte lanciato in direzione del superuomo: "L'uomo è qualcosa che dev'essere superato", per l'avvento del superuomo è pertanto necessaria la caduta finale dell'uomo attualmente presente in questo mondo. Ma ad un tale sforzo creativo d'allevamento e formazione non è possibile giunger sostando nel bel mezzo della piazza, dove s'assembra la folla sterminata e senza alcun valore di sorta: questa folla la quale in cambio di vantaggi e beni materiali (il "benessere") fa solo ciò che favorisce il proprio personale beneficio di guadagno e tornaconto individualistico.
L'uomo superiore è invece "fine a sé stesso", spirito creativo piuttosto che passivo consumatore di beni e cose: egli è un innovatore che continua imperterrito a produrre ciò che alla gente che vive in mezzo al mercato sembra inutile e indifferente; in tal maniera si innalza al di sopra della folla, dell'immondo "spirito del gregge". Il simbolo dell'oltreuomo allude anche alle nozioni di padronanza e coltivazione di sé, auto-direzione ed auto-superamento.
Espressioni preferite da Nietzsche per indicar l'affermazione dell'esistenza in tutte le sue manifestazioni son la leggerezza data nella risata e nella danza: la più alta forma di affermazione della vita è simboleggiato nell'"anello del ritorno". Anche se il mondo non tende affatto ad una meta finale divina, in modo che il superuomo trovi nel suo atto creativo di auto-perfezione la propria suprema affermazione, egli vive l'eterno ritorno affermando costantemente sé stesso.
Di fronte alla consapevolezza che ogni azione è destinata a ripetersi infinitamente solamente un superuomo è in grado d'accoglierne tutte le conseguenze non avendo mai alcun rimpianto.
La trasvalutazione di tutti i valori fino a quel momento creduti come veri, conduce il suo creatore ad aspirare e realizzar la volontà di potenza (parte 2°, discorso 12-Dell'autosuperamento). Sulla base di un tale principio, la creazione d'un mondo rinnovato senza più alcun Dio sfugge alla sua insignificanza implicita e trova un nuovo significato al suo interno.
Le nuove virtù propugnate dal superuomo sono: creatività; amore nei confronti d'ogni evento dell'esistenza, anche il più terribile, e fiducia nelle proprie capacità; la volontà (di potenza) come unica scala di valore ed azione; coraggio, forza ed intransigenza nel perseguire gli obiettivi prefissati.

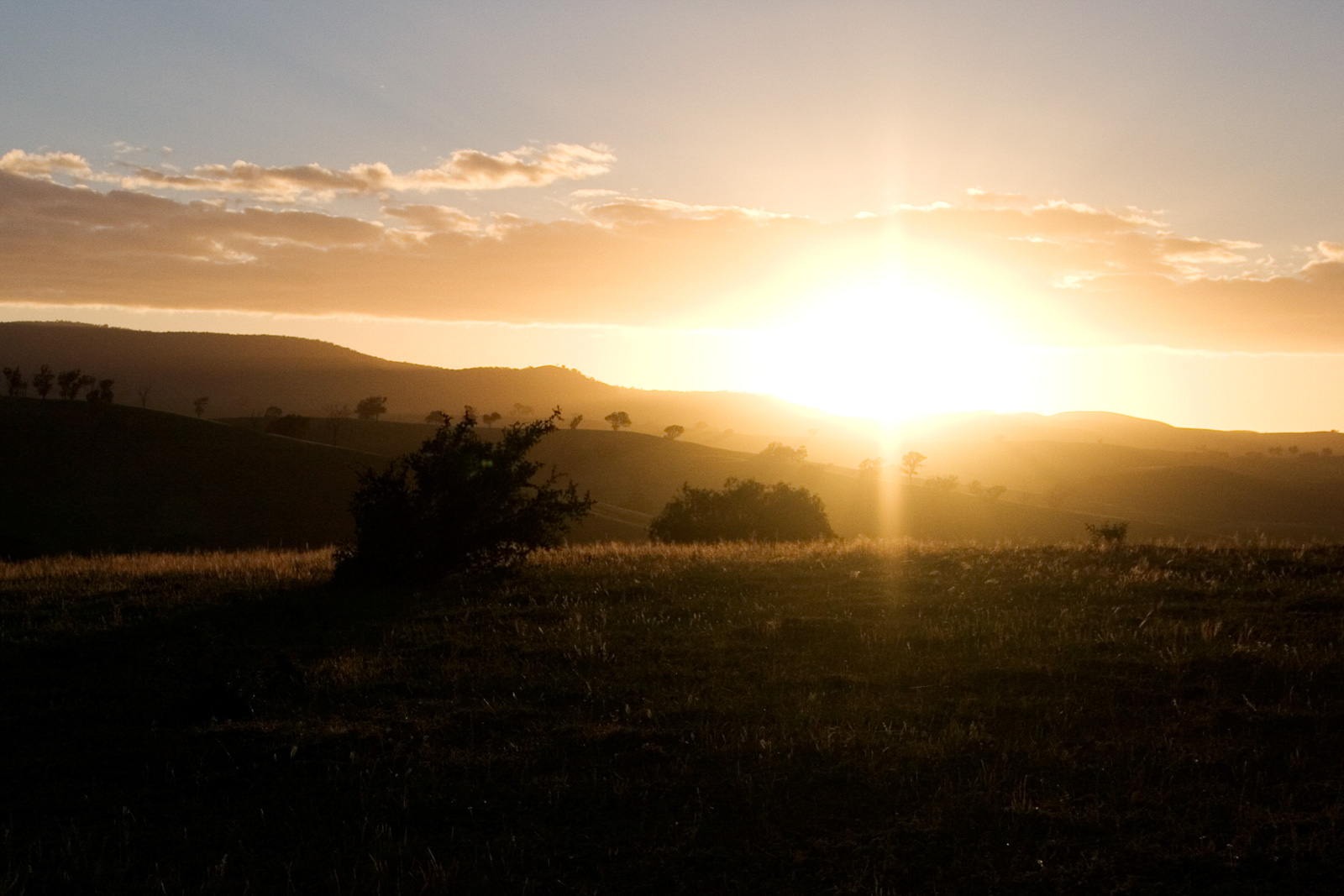
L'Aurora, alba di un nuovo mondo, una delle grandi figure poetiche del libro, al suo inizio ed alla sua fine

### Proemio di Zarathustra (10 paragrafi)

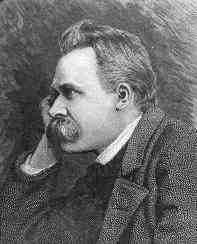
Nietzsche nel 1885, all'epoca della stesura dello "Zarathustra"

1. Dopo aver trascorso 10 interi anni come eremita in cima a un monte, Zarathustra inizia a provar una qual sorta di nostalgia nel confronti dell'umana convivenza mondana, poiché prova il desiderio di condividere la saggezza acquisita anche con altri. Scende pertanto, appena compiuti 30 anni, alla medesima età in cui Cristo principiò la propria predicazione, dalle vette innevate e inizia a predicare alla folla di una cittadina chiamata "Vacca pezzata": annunzia l'avvento d'un nuovo tipo di essere umano, il superuomo. Così ebbe inizio il tramonto di Zarathustra.
2. Prima però incontra in mezzo ai boschi un vecchio che vive in una capanna; questi gli sconsiglia caldamente di recarsi in mezzo agli uomini, in quanto esseri ancor troppo imperfetti: l'amore per l'uomo uccide, è molto meglio amare Dio. Zarathustra porta un dono agli uomini? Meglio non dar loro nulla, se non un'elemosina, ma non prima d'averla lungamente richiesta. Il vecchio incalza: non gettarti in mezzo agli uomini, rimani invece al sicuro nella foresta tra gli animali, cantando e danzando, ridendo e piangendo e lodando Dio.
Si separano, Zarathustra e il vecchio eremita, ridendo come fanciulli, ma quando è lontano il profeta medita: Incredibile, il vecchio santo non è ancora giunto a conoscenza della grande notizia riguardante la morte di Dio.
3. Ai margini del bosco sorge una cittadina e quivi il popolo si era radunato nella piazza centrale del mercato, era stato difatti promesso uno spettacolo circense e tutti stavano in attesa col naso in su. Zarathustra inizia a parlare a quella gente ammucchiata: gli uomini, dice, dovrebbero creare qualcosa che stia al di sopra di loro stessi, nell'esser umano vi è difatti ancora molto del verme e al giorno d'oggi egli è ancora molto più scimmia di qualsiasi vera scimmia. Ecco, voglio istruirvi nei riguardi dell'oltreuomo, egli è il nuovo senso della terra, sia questa la vostra ultima e più alta volontà: smettete di credere ai moribondi che predicano speranze ultraterrene!
Infatti Dio è morto, pertanto l'unico crimine è oggi quello perpetrato contro la terra: la divinità dei moribondi chiedeva un'anima che disprezza il corpo, un'anima brutta e cattiva, l'odio per il mondo era il suo alto godimento; quest'anima povera, miserabile e immersa nella sporcizia data dalla "buona coscienza" morale. In verità l'uomo è una cloaca vivente, uno scarico d'acque nere: l'oltreuomo è l'oceano che può ripulirlo.
4. L'essere umano è una corda sospesa sopra l'abisso, incamminarvisi e cercar di passar di là è molto pericoloso: non puoi guardar indietro, né spaventarti né tanto meno arrestarti titubante. La grandezza della specie umana è proprio quella d'esser una fase di passaggio, non certo una meta; io amo l'uomo che cerca la propria fine. Io amo i grandi spregiatori che si sacrificano alla terra, coloro che esistono per conoscere e la loro sapienza è tutta incentrata nella volontà di far vivere l'oltreuomo che dovrà prendere il loro posto; amo colui che lavora per preparargli la via. Amo colui che non vuole per sé troppe virtù, ma quelle poche che ha le venera perché lo conducono in direzione del suo tramonto: amo colui che della sua virtù fa un nodo che si stringe al proprio destino.
Amo chi non vuole gratitudine e non contraccambia, perché la sua anima donatrice desidera consumarsi e non tener nulla per sé; amo colui che si vergogna d'aver più fortuna degli altri; amo colui che mantiene sempre di più di quanto abbia precedentemente promesso. Li amo tutti perché desiderano tramontare, scomparire e lasciar uno spazio. Amo chi giustifica il futuro e assolve il passato, in quanto vuol morire a causa del presente; amo colui che si fa uccidere dall'ira del suo dio. Amo quelli dall'anima profonda, anche le ferite per loro son profonde e posson pertanto morire per una minima esperienza. Amo chi ha l'anima talmente ricca da dimenticare sé stesso e tutto ciò che gli appartiene: tutto si trasforma così nel suo tramonto. Amo chi ha lo spirito ed il cuore immersi nella libertà, e la sua mente rappresenta gli intestini del proprio cuore, ed il cuore lo sprona a tramontare. Amo coloro che annunciano la tempesta imminente e muoiono a seguito di quest'annuncio: io annuncio il fulmine tempestoso il cui nome è oltreuomo.
5. Zarathustra osserva allora i propri interlocutori e si rende conto che la cosa di cui vanno più orgogliosi è quella che chiamano "cultura", cerca pertanto di parlare al loro orgoglio, descrivendo l'ultimo uomo (Letztemensch), il più spregevole di tutti: si avvicina il tempo in cui l'uomo avrà consumato tutti i propri desideri e speranze. Prima che questo accada piantate il seme del vostro volontario tramonto, ponetevi un fine: occorre aver un caos dentro sé per poter creare una stella danzante.
L'ultimo uomo è quello che non crea più stelle, che non conserva più alcun caos in sé; s'approssima il tempo in cui la terra intera, divenuta oramai troppo piccola, vedrà saltellare l'ultimo uomo, colui che rende tutto infimo. La sua razza è sterminata, son le pulci della terra: l'ultimo uomo vive più a lungo di tutti i suoi predecessori, e a causa di ciò è convinto d'aver creato la felicità e il benessere per tutti. La malattia fisica e diffidare della vita che han prodotto è considerato da loro grande peccato.
La società dell'ultimo uomo rende tutti uguali, non v'è più alcuna differenza: tutti pretendono le stesse cose e chiedon gli stessi diritti ("chi sente in modo diverso entra spontaneamente in manicomio"). Ci si crea così il miserabile piacere per il giorno e l'altrettanto miserabile piacere per la notte, e si predica che la salute e viver molto è la cosa più importante.
Ma l'approccio di Zarathustra col mercato è estremamente amaro: il suo discorso viene dileggiato dalla folla, che sembra preferire l'ultimo uomo all'oltreuomo.
6. A questo punto lo spettacolo che tutti attendevano ha inizio: il funambolo si mette a camminare su una fune tesa tra due torri, sospesa sopra il mercato e il popolo. Appena giunto a metà strada, ecco giunger uno vestito da pagliaccio che si mette a inseguirlo sulla corda e a insultarlo: lo raggiunge e con un urlo terribile salta oltre il funambolo sorpassandolo. Quest'ultimo perde allora la testa, getta la pertica che lo manteneva in equilibrio e precipita nel vuoto; il corpo si schianta esattamente davanti a Zarathustra, che gli si inginocchia accanto: era ancora vivo.
Il profeta lo rassicura su diavolo, inferno e anima, in quanto nulla vi è da temere: il tuo valore, dice, è quello d'aver fatto del pericolo il tuo mestiere, ora muori a causa di ciò e avrai l'onore d'esser da me seppellito.
7. È scesa la sera e non era rimasto più nessuno, da un pezzo tutti quanti, annoiati, se n'erano andati. Zarathustra seduto accanto al cadavere medita: volevo pescare uomini vivi, ho invece pescato un morto: davvero insensata è l'esistenza umana, se persino un clown può annientarla. "Voglio insegnare agli uomini il senso del loro essere": l'oltreuomo sarà la tempesta distruttrice dell'uomo. Si carica quindi il morto in spalla e si mette in cammino, ma poco dopo il pagliaccio lo raggiunge e gl'intima d'andarsene in quanto i credenti della "vera fede" già lo odiano e lo considerano un pericolo per la serenità del loro gregge. È stato un bene che tu sia stato scambiato per un pagliaccio, gli sussurra, ciò t'ha salvato, ma vattene presto.
8. Davanti alla porta d'uscita della città incontra dei becchini che iniziano a prendersi gioco di lui, ma il profeta prosegue senza dir motto. Cammina per ore in mezzo a boschi e paludi, in mezzo all'ulular dei lupi. Scorge poi una casupola e bussa chiedendo un po' di ristoro; l'eremita che vi soggiorna gli offre pane e vino. L'intera notte prosegue seguendo la luce stellare ma all'alba, deposto il morto all'interno d'un albero, si sdraia sul muschio e s'addormenta.
9. Risvegliatosi, comprende che ciò di cui ha veramente bisogno sono compagni di viaggio vivi, che vogliono andare nella sua stessa direzione, non di cadaveri: non deve più parlare al popolo, bensì ad amici. Zarathustra non desidera diventare pastore di greggi, lui vuole staccare molti dal gregge, questo il suo compito, allontanarli dai buoni e giusti, i credenti nella "vera fede". I buoni odiano chi distrugge i loro comandamenti, ovverosia il creatore.
E il creatore cerca altri creatori, che scrivono nuovi valori su nuove tavole della legge; chi crea cerca compagni creatori simili a lui, distruttori delle vecchie idee di bene e di male. Il popolo con cui il profeta ha parlato finora è simile al morto che s'è portato appresso: la sua via sia il loro tramonto.
10. È giunto il mezzodì, alza gli occhi al cielo e vede un'aquila in volo, attorcigliato al suo collo sta un serpente che l'accompagna: il più orgoglioso e il più astuto tra gli animali, insieme. Sono il simbolo dell'eterno ritorno. Davvero è più pericoloso stare in mezzo agli umani che tra gli animali. Impara così a proprie spese cosa significhi il disprezzo e il ridicolo scagliatigli contro dai suoi ascoltatori, la gente del mercato. D'ora in poi Zarathustra evita il contatto con folti gruppi di persone e si mette alla ricerca di singoli spiriti affini. Ciò che annuncia è ancora troppo prematuro per la capacità di comprensione della massa.
Tiene poi i propri discorsi nel deserto sino alla ricerca finale dell'uomo superiore, l'unico che può seguirlo (che si rivela scisso in una pluralità di figure allegoriche).

### Parte prima. I discorsi di Zarathustra

#### Delle tre metamorfosi
La prima parte si apre con uno dei discorsi più famosi di Zarathustra: vengono qui descritte le tre fasi principali che la mente umana oltrepassa attraverso il processo della scoperta di sé stessi e della verità insita dentro sé. "Vi sono 3 metamorfosi dello spirito", annunzia il profeta, la prima delle quali identificata col cammello, la seconda col leone e l'ultima col "fanciullo".
Il cammello raffigura i valori d'umiltà, rinuncia, abnegazione e frugalità, obbedienza e capacità d'adattamento alle circostanze avverse, vale a dire la capacità di soffrire: è lo spirito paziente che s'inginocchia, felice di portar pesi, porgendo l'altra guancia e amando il proprio nemico. Ma nel deserto per il cammello ha luogo una trasmutazione e lo spirito diventa leone.
Il leone simboleggia l'obiettivo di conquistare una propria "potenza" attraverso l'ordine gerarchico dato dalla società d'appartenenza; si raggiunge qui la Libertà nel senso di sovranità del più forte e conquista dell'autodeterminazione. Il suo ultimo padrone, il Dio-Drago che dice "Tu devi", diviene il suo acerrimo nemico: il leone dice difatti "Io voglio".
Ma al leone non è ancora possibile "lavorare" in modo costruttivo, non è capace di creare nuovi valori ma solo di distruggere i vecchi per lasciar spazio libero: "crearsi un sacro no anche di fronte al dovere".
Una terza trasformazione è pertanto necessaria, per ricreare i valori del mondo dominati fino ad allora dall'imposizione morale: il leone predatore deve diventare fanciullo. Egli
rappresenta un nuovo inizio, in una forma originale d'innocenza e dimenticanza, un ricominciare nuovamente da capo in forma di gioco; solo così l'uomo può giungere alla vetta del suo cammino e divenir creatore, dopo che i vecchi valori sono stati scartati e superati.
Dietro quest'idea vive già la teoria dell'eterno ritorno dell'identico (delle stesse cose): l'immagine del bambino è presa qual nuovo punto di partenza e risultato finale del percorso dell'umanità tutta, come arco di sviluppo che si estende al di là della mera individualità. Tal idea conduce infine a quella utopica data dal concetto d'oltreuomo: la terza trasmutazione ha vinto debolezze, malattie e dipendenze umane.

#### Delle cattedre della virtù
Il profeta viene a sapere dell'esistenza d'un vecchio saggio, apprezzato dai più e molto famoso, il quale sa discutere molto bene della virtù data dalla condizione di sonno: allora va a trovarlo e si pone a sedere insieme con i suoi giovani discepoli ai piedi della sua cattedra. Ascoltatolo per un po' discutere con belle e forbite parole a favore del "buon sonno" Zarathustra "rise in cuor suo... Ed egli così parlò al suo cuore:... se la vita non avesse senso e io dovessi scegliere il non-senso, questo sarebbe anche per me il non-senso più degno d'esser prescelto".
Comprende quindi che quelle che fino ad allora eran chiamate virtù non son altro che tentativo oppiaceo di addormentar il prossimo; ma oramai per i predicatori di tali virtù è giunto a termine il loro tempo, e conclude così: "Beati sono i sonnolenti, perché presto si addormenteranno".

#### Dei transmondani
Qui Zarathustra prova ad immaginare il mondo così com'è veduto dagli occhi dei transmondani (Hinterweltlern), ovvero i propugnatori di un mondo al di là del mondo; ed ecco allora che lo vede come opera eternamente imperfetta d'una divinità sofferente e lacerata dall'angoscia più nera, perennemente insoddisfatta: "Stornare lo sguardo da sé stesso voleva il Creatore, e creò il mondo". Grande felicità è difatti per chi soffre perdersi ed allontanar lo sguardo dal proprio dolore.
Giunge però alla conclusione che una tal visione è niente altro che idiozia e vaneggiamento: oltrepassando il misero sé stesso sofferente, ritirandosi in cima al monte gli si rivelò una più bella verità, e abbandonò le fole di questa sofferenza da impotente. In verità fu il corpo che per un momento disperò di sé stesso e della Terra, creando un mondo al di là del mondo che altro non è che "nulla celeste"; fu così che Zarathustra imparò un nuovo orgoglio e una nuova volontà e cercò d'insegnarla agli uomini, invitandoli a non nasconder più la testa come gli struzzi sotto la sabbia delle "cose celesti".
Malati, moribondi e schiavi sono tutti coloro che rinnegando il corpo e la vita terrena s'inventarono di sana pianta un qualche Regno dei Cieli (contornato da sangue divino redentore) adatto alla loro meschinità; in verità non volevano altro che sfuggir dalla loro interiore umanissima miseria "e inventarono per sé vie tortuose e bevande sanguinolente!" Sono sempre stati un numero sterminato i malsani che cercavano per la propria salvezza un qualche Dio redentore.
Questi esseri così intimamente malati odiano più d'ogni altro coloro che invece si danno al cammino che conduce a conoscenza e sincerità; alcuni cercano di guarire ed entrano in stato di convalescenza ("Possano... superare sé stessi e crearsi un corpo migliore!"), ma i più rimangono avvinti ad una tal Fede religiosa che altro non è se non pazzia della ragione. Pretendono che si creda in loro e che il minimo dubbio sia considerato come un grave peccato morale: risultato ultimo di questa fede malsana è che li fa diventare predicatori di morte e di mondi "veri" dietro il mondo "apparente", sempre piangenti davanti al sepolcro del loro Dio.
Ma la voce di un corpo sano è molto più sincera e pura: il corpo perfetto ed eretto è destinato a creare il nuovo senso della Terra, questa è l'unica via buona e giusta. Così parlò Zarathustra.

#### Degli spregiatori del corpo
Qui Zarathustra si scaglia contro coloro che predicano una morale fintamente spirituale e nemica del corpo. Ma il corpo fisico costituisce in realtà la più grande ragione ed una pluralità di sensi possibili vive in esso: strumenti, ed allo stesso tempo zimbello, del corpo sono ragione-anima-senso e spirito, ed il proprio corpo è la propria più alta ragione possibile.
"C'è più ragione nel tuo corpo che nella tua migliore saggezza... Il corpo creante si creò lo spirito come una mano della sua volontà". Prosegue definendo gli spregiatori del corpo come asserviti al loro Sé ed alla propria piccola ambizione ancora così "troppo umana"; in tal maniera si vendicano in quanto mai stati davvero capaci di creare qualcosa al di sopra di sé stessi.
Negando il corpo dimostrano tutto il loro misero risentimento nei confronti della vita e della Terra: "Un'inconscia invidia è nello sguardo bieco del vostro disprezzo". Conclude affermando che essi non gli sono mai stati autentici compagni di strada e il proprio cammino prosegue lontano da loro: chi condanna moralisticamente e si dimostra nemico delle naturali funzioni corporee non sarà mai un ponte in direzione del superuomo.

#### Delle gioie e delle passioni
Qui Zarathustra parla a favore delle più intime virtù (gioie e passioni) insite in ognuno ed insegna: che la tua virtù personale non divenga mai miserabile passione da avere in comune col popolo-gregge. La tua virtù risieda così in alto da esser addirittura impronunciabile per il volgo, senza nome; soprattutto essa non risulti esser legge proveniente da una qualche illusoria figura divina, precetto da seguire che se disatteso conduce ad una pena-condanna divina. "Una virtù terrena sia quella che amo: in essa è poco intelligenza e meno che mai la ragione di tutti".
Un tempo credevi d'avere "passioni cattive" e moralisticamente le etichettavi e condannavi; ma ora che Dio è morto hai soltanto virtù e gioie (in suprema libertà), con la conclusione che la passione si tramuta in virtù e il diavolo in angelo: più nulla di considerato "male" scaturisce fuori dal tuo interno. "L'uomo è qualcosa che deve essere superato. Per questo devi amare le tue virtù: perché perirai per causa loro", in seguito all'invidia e alla gelosia prodotte e scagliate contro di te dagli altri umani, gli ultimi uomini.

#### Del pallido delinquente
Qui Zarathustra interpella i difensori della legge costituita, chiamando i giudici con l'epiteto di rossi sacrificatori del tempo moderno: "Il vostro uccidere, giudici, dev'essere compassione e non vendetta. E mentre uccidete, fate in modo di giustificare voi stessi la vita!". La triste mestizia conseguente ogni giudizio di condanna sia una forma d'amore nei confronti del futuro superuomo; soltanto in questa maniera può giustificarsi la vostra esistenza.
Per qual motivo il delinquente condannato dal giudice è pallido? Perché non è riuscito a rimanere all'altezza delle proprie azioni, non sopportandone l'immagine: questo e solo questo lo rende colpevole e meritevole di condanna inappellabile. Non ha avuto il coraggio d'ammettere il proprio desiderio gratuito di sangue ammantando il tutto con un falso tentativo di ragione (lo faccio per questo e quest'altro motivo).
Il pallido delinquente, presa coscienza di ciò, vuole perire per lasciare spazio all'avvento del superuomo: il mio stesso senso dell'Io è qualche cosa che dev'essere superato, dice. Il proprio istante supremo l'ha vissuto definitivamente nel momento in cui ha giudicato se stesso.
Ma questo, voi che ascoltate, rifiutate d'intenderlo in quanto nocivo per i vostri buoni sentimenti: ma che importa a me dei vostri buoni sentimenti! Molte caratteristiche delle persone considerate buone provocano in realtà un autentico senso di nausea e ripulsa, molto più del cosiddetto male e/o peccato che recano in sé. Purtroppo questi esseri non muoiono facilmente in quanto la loro bontà gli permette di vivere a lungo in un miserabile status di buona coscienza.

#### Del leggere e dello scrivere
Zarathustra ama solo ciò ch'è stato scritto utilizzando il proprio stesso sangue. "Scrivi col sangue: ed apprenderai che il sangue è spirito!" La semplice e troppo superficiale buona lettura è l'esatto contrario di ciò; un secolo ancora di buoni lettori e perfino lo spirito inizierà ad emanare un tanfo insopportabile. Lo spirito che era prerogativa esclusivamente divina si è fatto plebe: che a tutti venga insegnato obbligatoriamente a leggere risulta un danno sia allo scrivere che soprattutto al pensare.
Chi scrive col sangue non va semplicemente letto, bensì imparato a memoria; egli vive in solitudine sulle vette, ricolmo d'un coraggio il quale altro non desidera che ridere. Egli non sente mai all'unisono con la plebaglia immersa nella nebbia della pianura: la plebaglia guarda in alto nell'impossibile tentativo d'elevarsi, egli invece misericordiosamente guarda in basso, in quanto è già elevato alla massima potenza. "Chi sale sulla montagna più alta ride di tutti i drammi seri e faceti" senza far distinzione tra essi, in quanto alla fine essenzialmente simili: chi è elevato ride d'ogni cosa che appare nel mondo. E si uccide infine molto di più e meglio col riso che con l'ira.
Questa è suprema saggezza che rende forti, impassibili, irridenti; ma la plebe continua a gracchiare e strilla blaterando che la vita è invece una cosa seria e difficile da sopportare.
Alla fine si ama la vita non perché ci si sia abituati in qualche modo ad essa, ma in quanto ci si abitua ad amare qualche cosa che esiste al suo interno: nell'amore v'è sempre una dose di follia, ma nella follia v'è sempre anche una gran buona dose di ragione. Il profeta conclude con un nuovo tipo di affermazione di fede: potrebbe credere difatti solamente ad un Dio che gli dimostrasse d'esser capace di danzare, simile ad un Dioniso ebbro, ad un Siva in condizione estatica.
Il proprio spirito di gravità è il proprio peggior ed acerrimo demonio; con una grande risata si dà il colpo di grazia mortale allo spirito di gravità. Dopo aver imparato a camminare cerca d'imparar a correre, dopo aver imparato a correre cerca d'imparar a volare: volando leggero come ballerino sul palcoscenico, un Dio finirà per servirsi di te avendo l'unico scopo di danzare.

#### Dell'albero sul fianco della montagna
Zarathustra s'accorge d'un giovane che rimaneva lontano da lui in disparte e in solitudine; lo ritrova un dì seduto appoggiato con la schiena ad un imponente albero che osserva un po' sconsolato la profonda valle che gli si staglia davanti agli occhi. Il ragazzo confessa le proprie paure, si sente cambiato e gli pare di trasmutarsi con troppa velocità, e ciò lo rende sempre più solo e nostalgico.
Il profeta annunciatore dell'oltreuomo osserva allora il grande albero e disse queste parole, in forma di parabola: all'uomo capita la stessa cosa che accade all'albero, più alto e verso la luce del sole vuole esso salire e più deve al contempo fortemente radicarsi al buio terreno e farsi maestoso nel tronco; è in tal maniera difatti ch'è potuto crescere tanto da arrivar a superare in possanza sia l'animale che l'essere umano: cosa attende ora? Forse niente altro che il fulmine destinato ad abbatterlo! "E se volesse parlare non avrebbe nessuno che lo capirebbe: tanto è cresciuto".
Il giovane comprende che tanto l'albero quanto lui, spingendosi così in alto, altro non attendono ora che il proprio tramontare, la propria fine: a tale scoperta piange amaramente. Zarathustra allora lo consola abbracciandolo forte stretto a sé e si decide ad accompagnarlo per un tratto di cammino. Dopo un po' riprende a parlargli: hai cercato la libertà ma ancora non sei totalmente libero, ché anche i tuoi più malvagi istinti desiderano esser liberati, ti trovi pertanto ancora in uno stato parziale di prigionia spirituale.
Tu sei un nobile, conclude, e i buoni ti odiano: i nobili vogliono crear nuove virtù mentre i buoni vogliono mantenere e conservare tutto il vecchiume morale. In queste condizioni il maggior pericolo che corre l'uomo nobile non è quello di diventare a sua volta buono, bensì uno sfrenato distruttore. Cerca invece di diventare un Eroe.

#### Dei predicatori della morte
Questo pianeta, dice il profeta, è pieno di gente irrimediabilmente superflua ed inutile, l'esistenza della massa è intimamente corrotta: fosse ancora possibile scaraventarli fuori dal mondo allettandoli con la promessa di un'illusoria vita avvolta in beatitudine eterna dopo la morte!
I predicatori di morte posson esser di differenti tipi: gli accusatori terribili o i tubercolotici dell'anima, la cui sapienza non sa affermare altro che questo, cioè che l'esistenza è avvolta tutta in un manto di perenne dolore. Ma Zarathustra a questo punto si chiede: ma allora perché non fate voi in modo per primi di cessare d'esistere? Scomparite e non farete altro che un bene al mondo e a chi rimane. Uccidetevi, così avrà termine finalmente questa vita che voi considerate intessuta solamente di dolore e sofferenze.
Altri predicatori di morte invece affermano che la voluttà e i piaceri della carne sono peccato mortale; purtroppo non son capaci neppure d'esser cattivi, ché sarebbe questa la loro vera bontà. "Al di sopra di tutto risuona la voce di quelli che predicano la morte: e la terra è piena di quelli cui non si può non predicare la morte": o la vita eterna, che è la stessa identica cosa... purché ci andassero, questi superflui, il più presto possibile. Così parlò Zarathustra.

#### Della guerra e dei guerrieri
Amici, fratelli, se non avete la capacità di diventare dei nuovi santi dediti alla conoscenza, siatene almeno i suoi guerrieri, coloro che combattono ogni uni-formità. Cercate con occhio acuto e profondi il vostro proprio nemico, entrate in guerra a difesa del vostro pensiero. "Non vi consiglio il lavoro, ma la lotta. Non vi consiglio la pace, ma la vittoria. Il vostro lavoro sia una lotta, la vostra pace una vittoria!"
Una buona guerra riesce a santificare anche la causa peggiore; il coraggio guerriero ha portato più bene al mondo di tutto l'amore del prossimo, non la compassione ma la valentia salva... e vi chiamano senza cuore rispondete che il vostro cuore è sincero, a differenza del loro. Esser valorosi è sommo bene, così l'anima divien grande ed orgogliosa, cattiveria sublime!
Cercate un nemico degno d'esser odiato, il nemico che si disprezza è indegno di voi; dovreste esser fieri del vostro nemico ("allora i successi del vostro nemico saranno anche i vostri successi"). Ribellione, rivolta, l'attimo di superiorità degli esseri irrimediabilmente schiavi; il vostro perenne status superiore sia invece atto d'obbedienza! "Anche il vostro comandare sia un obbedire!"
Tutto ciò che più amate dovete cercar di far in modo che ve lo comandino; gioia di vita sia amore per il vostro pensiero più alto nei riguardi dell'esistenza terrena. Io vi comando il pensiero più alto, questo: l'uomo è oramai un qualche cosa che dev'esser oltrepassato. Così parlò Zarathustra.

#### Del nuovo idolo
Il nuovo idolo è lo Stato, il più gelido fra tutti i gelidi mostri, e la sua bocca sputa tal immonda menzogna: io, lo stato, rappresento il popolo. Ma lo stato è invece un'orrida trappola per il popolo; lo stato va odiato e combattuto come la maggiore disgrazia ed il più grande peccato commesso dall'uomo sull'uomo. Qualunque cosa dica lo stato, esso mente; qualunque cosa faccia l'ha rubata, falso è fin nelle sue viscere.
"Troppi uomini nascono: per i superflui fu inventato lo stato!" Lo stato attrae la massa, il popolo bue, il gregge umano, strillando come bestia feroce: nulla è più grande di me, il potere che ho acquisito mi viene direttamente da Dio. Ed ecco che il nuovo idolo vi concederà tutto ciò che volete, basta che vi mettiate in ginocchio e lo adoriate.
Vivere all'interno d'uno stato significa assuefarsi al veleno malefico ch'esso emana, perdere se stessi in un lento ma inesorabile suicidio chiamato esistenza comune: tutto al suo interno si fa malattia e disturbo; vomita bile e la chiama informazione giornalistica. Ed ognuno al suo interno accumula ricchezze attraverso le quali divengono solamente sempre più poveri. Questi superflui e impotenti, che accumulano denaro per sentirsi più forti; non sono altro che scimmie che si trascinano l'una con l'altra in mezzo al fango.
Vogliono il potere concesso dalla ricchezza, come se in cima vi fosse la felicità invece che immondo sterco. Scimmie maniache puzzolenti sono, adoratori del nuovo idolo, la gelida bestia: fratelli, vi scongiuro, infrangete le finestre e fuggite all'aperto, fuggite dal tanfo prodotto dall'idolatria di questi superflui, i nuovi sacrificatori dell'uomo.
Vi è ancora possibilità di Libertà per le anime grandi, di coloro che vivono in due immersi nella beatifica solitudine, intorno a cui aleggia fragranza paradisiaca. In verità vi dico che chi meno possiede tanto meno è posseduto, vivendo in piccola ma gioiosa povertà. Là dove muore lo stato, lì inizia l'uomo che non è inutile, là comincia la necessità; oltre lo stato vi è l'arcobaleno e il ponte che conduce al superuomo.

#### Delle mosche del mercato
Amico, se sei infastidito dal vano rumore e chiacchiericcio umano, fuggi nella mia solitudine! Ascolta il silenzio della Natura. Dove finisce la solitudine ha inizio il mercato, "là incomincia anche il rumore dei grandi commedianti e il ronzio delle mosche velenose" Grandezza è creare, ma il popolo chiama "grandi uomini" coloro che mettono in scena e rappresentano grandi vicende; commedianti cui il popolo dona la fama.
Al fine credono maggiormente ciò cui riescono meglio a far credere anche agli altri; ieri credevano in una cosa diversa, domani crederanno in un'altra ancora; il migliore dei loro argomenti e metodi di convincimento rimane sempre il sangue. Loro verità e fede è quella che produce più rumore nel mondo!
"Pieno di solenni saltimbanchi è il mercato, e il popolo si vanta dei suoi grandi uomini": sono i padroni del tempo attuale. Ma tu, amico di verità, fai attenzione, ché essa mai s'accompagnò a braccetto d'un assolutista. Distante da mercato e fama avvengono le grandi cose, distanti da mercato e fama vivono gli inventori di nuovi valori; allontanati, amico, dalle piccole mosche vendicative. Sei già troppo in alto anche solo per degnarti di schiacciarle.
Ti ronzano attorno anche con la lode, quando non sono più in grado d'attaccarti con le loro punture velenose, invadenti, fastidiose, adulatrici e piagnucolose: la loro finta amabilità è l'astuzia dei vigliacchi. Ti vogliono nel più profondo del cuore punire per tutte le virtù che dimostri loro d'avere; ti perdonano solo gli sbagli che fai, mai le cose giuste. La loro anima meschina pensa: "Colpevole è ogni grande esistenza!" E quando ti dimostri buono con loro, ti ricambiano con maledizioni, in quanto si sentono disprezzati. Di fronte a te si sentono piccoli, così che la loro invidia cova e arde al loro interno.
Tu, amico mio, rappresenti la loro cattiva coscienza, in quanto saranno pur sempre indegni di te: per questo ti odiano e vorrebbero tanto bere il tuo sangue. Chi ti sta troppo vicino sarà sempre per te come mosca velenosa, la tua superiorità la irrita: allontanati, mettiti in salvo, scegli la solitudine.

#### Della castità
Zarathustra ama i boschi isolati, non le città lussuriose; è meglio cadere nelle grinfie di un assassino seriale che in quelle d'una donna presa da smania sessuale. Gli occhietti di tali miseri uomini di città, guardateli, brillano perché non conoscono nulla di meglio che passar il tempo a letto assieme a una donna. Niente altro che fango è in fondo alla loro anima; e neppur l'innocenza animale riescono a raggiungere.
Non dovete uccidere i vostri sensi, ma toccar la loro sublime innocenza: siate perfetti come l'animale innocente. La castità? Per alcuni è indubbiamente una virtù, per altri si riduce al peggiore dei vizi: a nulla serve la continenza sessuale fisica se poi si è dominati da un'ossessione mentale sessuale. Fin sulle più alte vette della loro cosiddetta virtù li insegue la loro ossessa insoddisfazione, e questa loro ossessione divien pensiero dominante anche in tutte le questioni dello spirito, e ciò la chiamano morale religiosa.
Quanto diffida Zarathustra di una morale tanto meschina nata da una tal ossessione, meglio non rinunciare se il risultato è questo. E la compassione di questi esseri casti e religiosi cos'è? Libido e voluttà travestita; molti, troppi di questi che chiamavano diavolo il proprio naturale desiderio sessuale son poi finiti miserevolmente in mezzo ai porci, dominati interamente da questo loro diavolo.
A chi procura fatica, la castità non è bene ma male, va pertanto sconsigliata in quanto non può che condurre diritti nel più profondo dell'inferno: è meglio un semplice e puro atto sessuale che esser vessati da una perenne fregola (desiderio ossessivo) dell'anima. In verità esistono uomini casti nell'intimo: ma essi ridono molto più spesso e soprattutto più sinceramente di voi moralisti repressi. Essi si trovano a ridere e non prender sul serio neppure la loro castità e chiedono: cos'è mai questa cosa?

#### Dell'amico
L'eremita vive in solitudine accompagnato costantemente da Io e Me, impegnati a discutere animatamente: come si può pensar di resistere senza un amico? E se non si riesce ad avere un amico, si cerca almeno di ottenere un nemico... Tu vuoi un amico, ma io ti chiedo: sei disposto a scender in guerra per lui? "Nel proprio amico si deve onorare anche il nemico"; anzi, ancor meglio: "Nel proprio amico bisogna aver il proprio miglior nemico".
Non sarai mai sincero abbastanza per l'amico, cerca d'esser per lui una freccia che ti indica il cammino in direzione del superuomo; il volto del tuo amico sia il tuo stesso viso riflesso in uno specchio. Ti spaventano i difetti e imperfezioni che noti nell'amico? L'uomo è una cosa che va superata. Amicizia silente è quella più profonda, senza tante belle vesti (chiacchiere inutili e fasulle) Devi esser aria pura delle vette, cibo e medicina per l'amico.
Se però sei uno schiavo, allora non potrai mai esser un amico; se invece il tuo essere è quello d'un tiranno, allora non potrai mai avere amici: e nella donna da sempre si è celato uno schiavo e un tiranno. La donna non ha la capacità di viver l'autentica amicizia, ha esperienza solo d'amore; e quanta ingiustizia e ottusità si nascondono nel suo amore (il suo giudizio è: ciò che amo è bene, tutto il resto è male).
Non sa esser amica la donna, nella sua anima vive un gatto, un uccello... o una vacca. Ma quanti uomini son davvero capaci di amicizia?

#### Di mille e una meta
La più grande forza scoperta da Zarathustra nel mondo è quella che valuta in "bene" e "male"; molte cose che risultano buone ad un popolo, appaiono invece ad un altro indegne e viceversa; un popolo onora ciò che il suo vicino reputa, giudica e condanna come cattivo. Una tavola su cui è impresso ciò ch'è stato capace d'oltrepassare sta sopra ogni popolo: voce della sua volontà di potenza. Degno di lode è ciò ch'è difficoltoso raggiungere; ciò ch'è necessario è anche buono e ciò che libera dall'estremo bisogno è santo. La speranza dell'uomo nuovo sale la scala di tal legge dei superamenti.
In verità i vari popoli si diedero da soli le loro leggi, ovvero tutto il loro bene e tutto il loro male insieme: non sono affatto scese in qualità di voce divina dall'alto dei cieli. È l'esser umano che ha deciso di ripor il suo maggior valore in queste cose con l'intento così di sopravvivere meglio nel mondo; ha dato un senso alle cose e creato un giudizio umano su di esse. Dando un suo precipuo valore alle cose le ha anche create; modificare i valori significa trasformare i creatori.
Le tavole del bene furono create dall'amore che vuole comandare alleato all'amore felice di obbedire; la felicità data dal gregge è più arcaica di quella dell'Io; "e finché la buona coscienza si chiama gregge, solo la cattiva coscienza dice Io". L'Io rappresenta il tramonto del gregge. Chi creò bene e male fu un creatore bruciato nell'anima dal fuoco dell'amore e dell'ira. La più gigantesca potenza che Zarathustra incontrò sulla terra fu quella prodotta dalle azioni commesse da coloro che amano e valutano in "bene" e "male". Mostro immane è una tale potenza e la sua capacità di giudicare.
È sempre mancata una meta unica ai vari popoli: all'umanità manca una meta.

#### Dell'amore del prossimo
Predicate l'amore per il prossimo e vi date tanto da fare per esso, ma in verità io vi dico che proprio il vostro amore del prossimo è nient'altro che il cattivo amore nei confronti di voi stessi e la fuga da sé stessi verso il prossimo la chiamate ipocritamente virtù: fuggite piuttosto dal prossimo, io vi invito invece al più elevato amore nei confronti del lontano! Si va dal prossimo perché si cerca sé stessi, o perché ci si vuole perdere: è il cattivo amore per sé che rende la solitudine un male... già quando si è radunati in cinque si è in troppi.
Nemmeno i grandi banchetti e festeggiamenti in onore del prossimo sono sinceri, sono invece intrisi di spirito da pagliaccio e doppiogiochista. Al posto del prossimo io voglio insegnarvi l'amico; questi sia la festa più bella che prelude al superuomo: l'amico creatore sempre ricolmo di cose da donare. Nell'amico devi amare il lontano, il futuro superuomo. Così parlò Zarathustra.

#### Del cammino del creatore
Il gregge, la voce del popolo gracchia: chi si allontana da noi commette un peccato, l'isolamento è male. Tutti i tuoi dolori son stati creati dall'aver una coscienza in comune con loro; mostrami fratello d'esser migliore, di non appartenere a tale genia. Ti consideri libero? Fammi ascoltare il tuo pensiero dominante. Sei capace di crear da te stesso il tuo proprio male e bene ("sai... sospendere sopra di te il tuo volere come una legge?") e farti giudice di te stesso? Sempre troppo hai sofferto a causa dei molti, fatti un nuovo Diritto.
Non li hai degnati d'uno sguardo, non te lo perdoneranno mai; t'invidiano, come tutti i vigliacchi. Stai troppo in alto per loro, i quali dal basso ti vedono piccolo; li obblighi a pensare e mutar opinione nei tuoi confronti, di ciò t'incolpano. Vogliono ucciderti, se non ci riescono devono morire loro: hai abbastanza coraggio da lasciarli morire?
Diffida dei buoni e giusti, della santa semplicità e anche dagli attacchi del tuo sentimento amoroso; ma alla fine il peggior nemico che potrai mai incontrare sarà sempre il vecchio te stesso dentro di te. Rinnovati pertanto, per esser creatore occorre diventare come la Fenice. Zarathustra ama sopra ogni altra cosa colui che, volendo creare qualcosa che sta più in alto di sé, perisce.

#### Di donnicciuole vecchie e giovani
Chiedono a Zarathustra: cosa nascondi con cura estrema sotto il mantello? Risponde: un tesoro, una piccola verità.
Nel corso d'una passeggiata serale il profeta incontra una vecchia donna, la quale gli chiede di raccontare quel ch'egli pensa degli esseri femminili. Così parlò allora Zarathustra: Tutto ciò che riguarda la donna è un insoluto mistero, e tutto nella donna ha una sua soluzione specifica, e questa si chiama gravidanza. L'uomo è sempre stato e sempre sarà per la donna un mero mezzo; in quanto lo scopo finale è sempre il bambino! L'uomo desidera rischio e divertimento, per questo cerca la donna, che è il giocattolo più pericoloso; al guerriero non piacciono le cose troppo dolci, per questo gli piace la donna ("amara è anche la donna più dolce").
L'uomo è indubbiamente più infantile della donna, in lui si cela un bimbo che desidera giocare; la donna dev'esser gioco prezioso, perfetto e nobile come diamante: "Il raggio di una stella risplenda nel vostro amore!" La più alta speranza riposta nel cuore della donna sia quella di partorire infine il superuomo. Da temere è la donna quando ama, è capace di superar qualsiasi ostacolo, ogni altra cosa divenendo del tutto inutile. Ma è da temere anche quando odia, ché l'uomo sa essere malvagio, ma ella è capace di malignità, meschinità, cattiveria allo stato più puro. Gioia immensa per l'uomo è dire "Io voglio"; suprema gioia per la donna è dire "Lui vuole": la perfezione del mondo ecco è raggiunta quando la donna obbedisce in letizia amorosa. Obbedendo trasforma in profondità la propria superficialità
La vecchia, avendolo attentamente ascoltato, conclude allora questa riflessione con una "piccola verità" che dona a Zarathustra, consigliandogli però di nasconderla e non lasciarla uscire allo scoperto: "Vai dalle donne? Non dimenticare la frusta!"
Una possibile chiave interpretativa viene data nell'aforisma 424 di Umano, troppo umano in cui Nietzsche discute sul possibile futuro dell'istituto matrimoniale. Rimane poi da chiarire chi sia in realtà la vecchia che incontra e parla col profeta; una risposta a tale domanda la si può trovare nella Canzone della terza appendice de La gaia scienza: "La Verità era questa donna vecchia...". Zarathustra consiglia infine d'esprimere sottovoce questa "piccola verità", di modo che non appaia troppo impetuosamente nel mondo, magari in forma gridata, rimanendo però incompresa da tutti.

#### Del morso della vipera
Zarathustra, addormentato sotto un fico, viene morso da una vipera: egli si svegliò e costrinse il serpente a riprendersi il veleno, succhiandogli la ferita. I suoi discepoli gli chiesero il significato, la morale d'una tale parabola, ed il profeta rispose così: i buoni e giusti mi definiscono un distruttore della morale. Ascoltate: se avete un nemico, non rispondete mai al male col bene, sarebbe indegno di voi, dimostrategli semmai che v'ha fatto qualcosa di bene.
Non vergognatevi della vostra ira, se vi maledicono maledite anche voi. Se subite un torto, ripagate con la stessa moneta, e restituitene in cambio cinque piccole; vendicatevi ogni tanto. È più degno incolparsi da soli che farsi dare ragione dagli altri; non mi piace la gelida giustizia della legge degli uomini. Non si può dare a ciascuno il suo: io dono ad ognuno il mio.

#### Del figlio e del matrimonio
Sei giovane, desideri pertanto sposarti e avere un figlio, non è vero? Ebbene, io allora ti chiedo: sei tu degno veramente di desiderare ciò? Sei tu un uomo che ha raggiunto la piena padronanza di sé? Solo in tal caso meriti di desiderare un figlio: un creatore devi creare, qualcuno di più grande di te. Il matrimonio dev'essere questa volontà di creare, in due, un uno che risulterà esser maggiore dei due che lo crearono.
Ma ciò che la massa dei superflui anonimi chiama matrimonio per me altro non è che miseria dell'anima divisa in due, putrido benessere e volgarità in due: e questo schifo lo chiamano santificato dai cieli, un sacramento. In queste condizioni: "Quale figlio non avrebbe motivo di piangere dei propri genitori?" Quell'uomo mi sembrava degno di rispetto; ebbene, quando ne scorsi la moglie la sua vita mi parve esser simile a quella che si svolge all'interno d'un manicomio... troppo spesso accade purtroppo che un uomo superiore e una donna stupida si uniscano.
Il matrimonio, una miserabile menzogna rivestita di tanti bei colori; anche l'uomo migliore si riduce a diventar infine il servo di sua moglie; anche il miglior mercante compra sua moglie con gli occhi bendati. L'amore? Molte stupidaggini che durano poco; il matrimonio? Mette fine all'amore in un'unica lunghissima stupidaggine. Chiamate amore l'istinto da bestia che cerca l'altra bestia.
Al di sopra di sé si deve amare, solamente così si può sperar d'imparare cosa significhi veramente amare; ma infine dolore amaro risiede anche all'interno del migliore amore, e ciò mette nostalgia nei confronti del superuomo, mette desiderio d'esser creatori.

#### Della libera morte
Molta gente muore troppo tardi, altri invece troppo in anticipo; quanto difficile è seguire l'insegnamento: "Muori al momento giusto!" Ma chi non è mai vissuto al momento giusto, come potrà mai morire al momento giusto? Sarebbe stato meglio non fosse mai nato, e ciò riguarda la stragrande maggioranza dei viventi.
Ma persino la persona più inutile si dà una grande importanza quando è arrivato il suo tempo di morire; tutti danno sommo valore e gran serietà all'atto del morire, purtroppo la morte non è ancora vissuta come una festa. L'essere umano non ha ancora imparato come celebrare la morte, la festa più bella di tutte: Zarathustra vuol mostrare la morte come perfetta conclusione della vita, grande promessa. Ma solo chi ha realizzato la propria vita muore vittorioso: si deve imparare anche a morire.
La morte peggiore è quella viscida e subdola che s'avvicina di nascosto, odiosa quant'altre mai, come ladra: Io insegno la libera morte, che giunge a me perché io lo voglio. Ci son molti che diventano troppo vecchi, per le proprie mete, verità e lotte; onorevole e degno del massimo rispetto è colui che se ne va in tempo al momento giusto, né troppo presto né troppo tardi.
Ad alcuni invecchia prima il cuore, ad altri invece è lo spirito che divien affetto da senescenza; alcuni son vecchi già da giovani, mentre chi diventa giovane tardi rimane giovane a lungo. Qualcuno non sembra portato per la vita, come se una tarma gli rosicchiasse perennemente il cuore: sapesse almeno morire bene.
Troppi vivono, e troppo a lungo rimangono in vita: potesse giungere una catastrofe universale che si portasse via tutto questo marcio e lo desse in pasto ai vermi. Sarebbe una benedizione l'arrivo di predicatori della "morte veloce"; purtroppo vi son solo predicatori di morte santa e buona, lenta e paziente, nemici della terra. In verità è morto davvero troppo presto quell'ebreo chiamato Gesù che tanto venerano questi ultimi: ha conosciuto solo tristezze, fino a che non venne aggredito dalla nostalgia della morte.
Quanto meglio sarebbe stato per lui vivere per sempre nel deserto lontano da tutti; forse così avrebbe imparato a ridere, cosa che purtroppo gli è sempre mancata. Se fosse vissuto di più, avrebbe lui stesso rinnegato il proprio credo, era nobile abbastanza per poterlo fare; ma il suo amore era ancora troppo immaturo.
Che il vostro morire risulti libero, in pienezza di spirito e virtù, come il tramonto naturale al crepuscolo: altrimenti il morire non vi sarà riuscito bene. Scopo ultimo di Zarathustra è quello di morire, per far sì che i suoi amici amino ancora e sempre più la terra

#### Della virtù che dona (in 3 sottocapitoli)

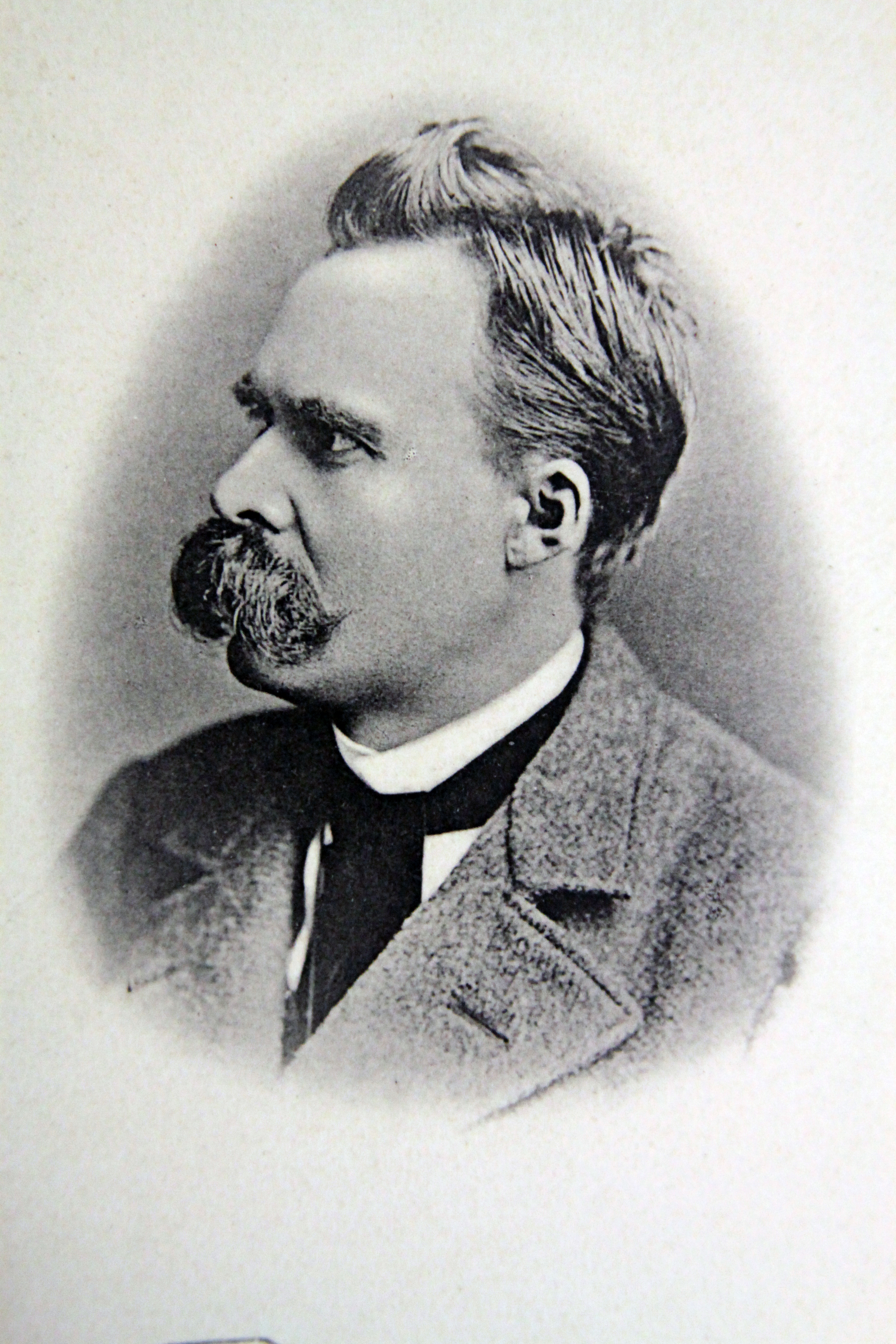
Nietzsche nei primi anni ottanta

### Parte seconda

#### Il fanciullo con lo specchio
Zarathustra si ritira sulla montagna e nella solitudine della sua caverna aspetta come il seminatore che ha gettato il suo seme. Il suo animo era impaziente e pieno di desiderio per chi amava perché aveva molto da dare ancora. Difficile è conservare il pudore nel donare e chiudere per amore la mano che si è aperta. Passarono anni, la sua saggezza cresceva e lo faceva soffrire per la sua pienezza. Una mattina si svegliò prima dell'alba e parlò al suo cuore indagando la insolita svegliata mattutina. Nel sogno, gli venne un fanciullo con uno specchio e lo aveva invitato a guardarsi allo specchio. Zarathustra urla guardandosi perché vede la smorfia di un demonio. Così interpreta che la sua dottrina è in pericolo. I nemici diventati potenti hanno deformato la sua dottrina. Gli amici smarriti per cercarlo e la volontà di ritrovarli fanno balzare in piedi Zarathustra come un veggente colto da ispirazione. Beato si sente agli occhi dei suoi animali. Felicemente folle e follemente felice si prepara a ridiscendere. Troppo a lungo è rimasto solo disimparando il silenzio in basso vuole precipitare il suo discorso nelle valli. Anche i nemici appartengono alla sua beatitudine. Grato ai suoi nemici per poterli infilzare con la sua lancia. Come una tempesta la sua felicità. Anche gli amici saranno spaventati dalla sua selvagia saggiezza.

#### Sulle isole beate
I fichi cadono dagli alberi, essi sono buoni e dolci; e quando cadono si spacca la loro pelle rossa. Zaratustra è come il vento del nord per i fichi maturi. I fichi sono i suoi insegnamenti. Guardare verso mari lontani; il primo insegnamento di Zarathustra è dire superuomo invece di Dio. Dio è supposizione ma supporre non può andare aldilà della volontà creatice ovvero farsi Dio. Il superuomo è la prima creazione del Dio incarnato. Forse non loro stessi, ma i loro figli e nipoti, la loro creazione più beata. Dio va mantenuto nei limiti del pensabile. Si può pensare un Dio? Tutto si riporta all'umano. Pensare ai propri sensi. Il mondo è creazione e rappresentazione di chi lo crea. Come sopportare la vita se non così? Né dall'incomprensibile né dall'irragionevole nasce la creazione del creatore. Zarathustra confessa: se esistessero dei come potrebbe sopportare di non essere un dio (hybris e pleonexia)? Dunque non ci sono dei. Dio è supposizione ma chi potrebbe accettarla fino in fondo senza morire? Deve morire il Dio affinché la fede in sè stessi nasca come l'aquila che raggiunge le altezze di aquila. Dio è un pensiero che fa storto tutto ciò che è dritto e fa girare tutto ciò che è fermo (riferimento al motore immobile di Aristotele). Il tempo sarebbe abolito e ciò che è perituro sarebbe menzogna? Pensieri che generano vortici, vertigini e vomito. Supporre queste cose fa soffrir di capogiri. Parlare dell'Uno, del Pieno e dell'Immoto è cattivo per l'uomo, secondo Zarathustra. Tutto è un simbolo. I simboli dovrebbero parlare del tempo e del divenire, essere un elogio di tutto ciò che è perituro. La creazione è proposta come la soluzione al dolore ma diventare creatori implica sofferenza e trasformazione. Morire è amaro. Ma il destino della morte va desiderato. Il volere libera. Smettere di voler creare sarebbe il destino da evitare. Quale creazione possibile se esistessero dei?

#### Dei compassionevoli
Per Zarathustra non sono buoni i misericordiosi che si beano della loro compassione perché mancano di pudore. Essere compassionevoli non deve essere un vanto ed è meglio esserlo da lontano. Meglio non essere riconosciuti come compassionevoli. Speranza di incontrare nel cammino gente priva dal dolore e con cui possa condividere speranza e miele e pasto. Da quando esistono gli uomini, l'uomo ha gioito troppo poco: solo questo è il nostro peccato originale (dionisiaco). Si lava la mano che ha toccato e aiutato il sofferente e anche l'anima. Vedendo soffrire il sofferente, si è vergognato a causa della sua vergogna e nel momento in cui lo ha aiutato, ha offeso il suo orgoglio. I grandi favori non rendono riconoscenti ma vendicativi. Essere restii nell'accettare. Amare il donare. I mendicanti bisogna abolirli. I rimorsi dicoscienza insegnano a mordere. [...]. Il grande amore supera anche il perdono. Tenere fermo il cuore altrimenti lo segue anche la testa. Il diavolo gli disse "Anche Dio ha il suo inferno: è il suo amore degli uomini". "Dio è morto, lo ha ucciso la sua compassione per gli uomini"

#### Dei preti
Zarathustra parla ai suoi discepoli dei [preti], quelli che considera cioè da sempre i suoi peggiori avversari: pessimi nemici intrisi di vendicativa umiltà, ci si sporca solo a stargli vicino. Ma lo inducono comunque ad un senso di pietà nei loro confronti, in quanto sono schiavi sottomessi al loro "liberatore"; incatenati saldamente a falsi valori e sciocche parole. Stanno all'antitesi del gusto estetico di Zarathustra.
Dovrebbero essere redenti dal loro redentore: gli edifici di questi esseri son chiamati chiese: "spelonche dolceodoranti!" immerse in una luce fasulla e in un'aria ammuffita. La loro fede gli ordina di stare in ginocchio, ché son peccatori. In verità a Zarathustra è preferibile e più piacevole la vista di un porco immerso nello sterco, piuttosto degli occhietti stralunati di questi preti immersi nel pudore dell'adorazione.
Hanno dato il nome di Dio a ciò che li punisce e mette in penitenza: "E non seppero amare il loro dio in altro modo se non crocifiggendo l'uomo!" Han sempre vissuto come cadaveri viventi vestiti di nero; in tutte le loro parole è impregnata la puzza di cimitero e obitorio. Sono brutti, mentre è solo la bellezza che potrebbe esser degna di predicar penitenza. Brutti e tristi, mai hanno seguito la via della conoscenza.
Pieno di buchi è il loro spirito, e in ognuno di questi sta celata un'illusione: è la favola chiamata dio utilizzata per riempire le loro lacune. Ed il loro spirito affoga nella più stupida compassione. Con zelo trascinano il gregge lungo il loro sentiero; ma non vi è un'unica via di verità che conduce al futuro, soglion esser pastori ma sono ancora troppo irrimediabilmente pecore loro stessi.
Spiriti piccoli con sangue avvelenato sono, che predicano una dottrina che ha sempre portato odio nei cuori torbidi di chi li sta ad ascoltare. Ma la via che conduce alla libertà passa attraverso la redenzione da tutti i loro presunti redentori. La terra non ha ancora mai conosciuto il passaggio del superuomo; l'uomo più grande e l'uomo più piccolo sono ancora troppo simili fra loro, l'uomo più grande è ancora troppo umano!

#### Dei virtuosi
I virtuosi, spesso, esigono di ricevere "qualcosa" in premio alle loro soprelevate virtù; Zarathustra è fortemente sconcertato dal questo desiderio, ed attribuisce la colpa alle menzogne che, fattesi strada nella mente dei virtuosi, li hanno portati a fidelizzarsi ai concetti più che astratti di ricompensa e punizione. Le virtù sono amate dai loro possessori come una madre ama la sua prole, ma si chiede Zarathustra una madre pretende d'esser pagata per l'amore donato ai propri figli?
La virtù deve essere la base solida e coscienziosa della vita e non un manto o qualcosa di estraneo e superficiale. Zarathustra parla non per accusare i discepoli, di non conoscere o conoscere fittiziamente le virtù e i loro profondi e molteplici aspetti, ma per chiedere loro di far "tedio" delle parole pronunciate dai buffoni e dai bugiardi, parole come: "ricompensa", "rivalsa", "punizione", "vendetta nella giustizia", e di fondare nuovi valori veritieri e concreti.

#### Della plebe
Là dove comandano i plebei, un ributtante ghigno domina e i più sporchi desideri riescono ad avvelenare anche le cose più pure; molti di coloro che fuggirono dalla vita vollero allontanarsi in verità soltanto dalla plebaglia che infesta le città, meglio difatti patire la sete nel deserto in compagnia degli animali feroci piuttosto che star vicini a tale sporcizia. Ed altri tra quelli che vollero distruggere il mondo, in realtà desideravano solamente ripulirlo dalla plebaglia. Zarathustra si chiede: ma alla vita è indispensabile anche la plebe? Questi vermi che corrompono il meglio dell'esistenza e trasformano tutto in mercato e traffici, solo per ottenere un po' di guadagno materiale.
Il ribrezzo che prova Zarathustra è tale che si trova costretto a turarsi il naso: al giorno d'oggi tutto puzza di plebaglia che sa leggere e scrivere. Sempre più in alto e lontano ha dovuto dirigersi: "Sull'albero del futuro edifichiamo il nostro nido; aquile porteranno cibo a noi solitari nei loro rostri!" Per fortuna la nostra gioia suprema è per la plebe del tutto incomprensibile; troppo vicina alle nevi eterne e al sole bruciante dell'alta montagna.

#### Delle tarantole
Proprio come tarantole sono i predicatori dell'uguaglianza, vendicativi e velenosi al massimo grado. Ma Zarathustra sa ridere in faccia anche a loro, e strattona la tela di ragno che hanno prodotto cercando di strapparla, questo per costringerle così ad uscire dalle loro oscure spelonche colme di spirito menzognero.
L'uomo del futuro deve esser redento dalla loro vendetta, chiamata giustizia: "Vendetta vogliamo infliggere e biasimo a tutti quelli che non sono uguali a noi - così si ripromettono i cuori di tarantola".
La "volontà d'uguaglianza" è il nome dato alla loro smania, e questa è la massima virtù moderna: contro tutto quel che s'innalza potentemente scagliano strali e condanna. La tarantola strilla all'unisono tutt'attorno a sé parole d'uguaglianza; ma è una follia tirannica da impotenti, questa, che grida chiedendo uguaglianza: i più riposti desideri dittatoriali si travestono così da chiacchiere virtuose (le quali dicono "siamo tutti uguali, abbiamo gli stessi diritti...")
Sono presuntuosi che vivono rosi da malcelata invidia, la quale a volte esplode in follia di vendetta e gelosia nei confronti di chi "non" è uguale a loro, di chi "non" ha gli stessi diritti (in quanto non ne ha bisogno...): "In ogni loro lamento risuona la vendetta, in ogni loro lode c'è un'offesa; ed esser giudici sembra loro la beatitudine".
Il profeta consiglia quindi agli amici di diffidare di coloro che dimostrano posseder un forte impulso a punire in nome di un fantomatico senso di giustizia: gente di pessima razza e origini, sul cui muso si riflette prima un cane da caccia e poi un boia!
La loro anima è carente, fuggite lontano da tutti coloro che blaterano di una propria Giustizia maiuscola; chiamano sé stessi "buoni e giusti": non sono altro che farisei alla ricerca del potere. Non voglio mescolarmi con tale genia di ragni velenosi, né tanto meno esser confuso con loro: sono i discendenti di coloro che han calunniato e condannato la vita terrena, e bruciato a loro tempo i cosiddetti eretici. Così parla la giustizia di Zarathustra.
Gli esseri umani non sono affatto tutti uguali... e nemmeno debbono diventarlo! L'amore verso il superuomo conduce attraverso sentieri di guerra, inimicizia e disuguaglianza: utilizzando le armi dei valori contrapposti bene-male, ricco-povero, superiore-inferiore. Ma è la vita stessa che cerca in continuazione di oltrepassarsi, accrescendo viepiù l'acutezza del suo sguardo; in direzione della bellezza s'innalza in verticale, bella e ingiusta.
E poiché necessita d'altezza gli occorrono gradini e coloro che lottando vi salgano: in tutta la bellezza del mondo vi è disuguaglianza e guerra per il predominio, combattimento tra luce e ombra. I miei amici sono belli e anelano a combattere come antichi eroi semi-divini l'uno contrapposto all'altro.
Ma ad un tratto, inaspettatamente ecco che la tarantola riesce a mordere il dito anche a Zarathustra, facendogli notare che ci devono essere "giustizia e castigo"; con il suo spirito vendicativo cerca di trasmutar anche il profeta in un tarantolato che gira a vuoto... ma egli preferisce diventar uno stilita legato alla colonna piuttosto che un uragano vendicativo. In verità Zarathustra non sarà mai un danzatore asservito alla tarantola.

#### Dei saggi illustri
Zarathustra si rivolge ai saggi illustri, che hanno predicato per secoli, menzogne e finte verità, sfamando l'irrefrenabile desiderio del popolo di superstizione ed oltremondo. Essi insieme a quest'ultimo, cacciarono l'uomo diverso, il pensatore, il solitario, colui che cerca... e per stanarlo inviarono contro il lupo, i “cani dalle zanne più aguzze”. Stupidi e senza cervello vengono descritti da Nietzsche , come asini avvocati del popolo.
I veraci debbono vivere nel deserto, “affamata, violenta, sola, senzadio” deve essere la loro volontà… debbono spezzare il cuore venerante, dove gli dei non esistono e le superstizioni valgono ben poco.
Mentre, i cosiddetti saggi vivono in paesi, affumicando nelle loro fedi, e misconoscendo il significato delle parole spirito e felicità, alle quali si può dare un senso solamente cercandolo.

#### Il canto della notte
Durante la notte, il canto di Zarathustra si sente di più. Non conosce la felicità di chi prende, rubare forse è ancora più beato che prendere. La mano non si riposa mai dal donare; è questa la poverta di Zarathustra. C'è un abisso tra il dare e il prendere. Vorrebbe rubare a chi ha donato. Chi sempre dona rischia di perdere il pudore. Nel buio della notte, il donare riecheggia più forte.

#### Il canto di danza
Una sera, Zarathustra e i suoi discepoli si imbattono in un corteo di ragazze danzanti. Queste finiscono bruscamente la loro danza quando videro gli osservatori occulti. il profeta ribadisce che non è certo venuto come improvviso guastafeste, bensì come cantante per loro, e così le fanciulle continuano il loro ballo leggiadro. Il canto offerto alle fanciulle consiste in un dialogo funesto tra Zarathustra e la vita sulla saggezza. Verso il crepuscolo, Il ballo finisce e Zarathustra si rattrista vedendo le fanciulle dileguarsi nella foresta. Egli chiede il perdono ai suoi discepoli: "Ah amici miei, è la sera che domanda così attraverso di me".

#### Dell'auto-superamento
Il profeta riflette sulla "volontà di verità" posseduta dai saggi di ieri e di oggi, questo piatto desiderio di render pensabile l'essere intero; ma anche voler con tutte le forze posseder la verità morale altro non è che volontà di dominio. Il popolo ottuso e insulso è un gran fiume sopra cui naviga un'imbarcazione, all'interno della quale stanno i giudizi morali: ciò che dalla massa è chiamato giudizio sopra il bene e sopra il male è la più antica forma di volontà dominante. Ma unica legge del fiume è quella del divenire; la fine dei giudizi morali è la nuova volontà di potenza, imperitura ed immensa energia vitale.
Ma cosa è vita, quale l'essenza di tutto ciò che vive? Ovunque trovai un essere vivente, afferma Zarathustra, là v'era anche desiderio inespresso d'obbedienza: "Ogni essere vivente è qualcosa che obbedisce"! Ma riceve ordini colui che non sa obbedire a sé stesso, e questa è l'essenza di tutto ciò che vive. Comandare è ben più pericoloso che obbedire: ogni qual volta comanda, l'esser vivente mette a rischio sé stesso. "Anche quando comanda a sé stesso: anche allora deve scontare il suo ordinare"; deve diventare giudice, vincitore e vittima ad un tempo della propria stessa legge.
Ma cosa spinge l'esser vivente a comandare, a obbedire? Là dove scorsi un qualsiasi essere che vive, ivi trovai anche volontà di potenza; anche il servo possiede dentro sé la volontà di essere padrone: il più debole serve il più forte, ma a sua volta comanda a qualcuno ch'è ancora più debole di lui, e dinnanzi ad un tal piacere non si sottrae di certo. E come il più forte trae piacere e potenza dal più debole, il più forte di tutti per la potenza mette in gioco la vita stessa... è come giocare a dadi con la morte.
Anche dove c'è sacrificio, servizio e sguardo amorevole regna la volontà d'esser padrone: così come è la vita, una cosa che deve sempre auto-superarsi. Anche l'amante della conoscenza è una traccia e un segnale lasciato dalla volontà di potenza, un'altra parola per dire volontà di verità.
Solamente dove già c'è vita vi può anche esser volontà, ma non volontà di esistere bensì volontà di potenza: moltissime cose per l'essere vivente han più valore della stessa vita. Anche nel giudicare ciò ch'è buono e ciò ch'è cattivo si manifesta nient'altro che volontà di potenza; ora, un bene e un male eterno ed immutabile non è mai esistito: "Da sé stesso deve sempre di nuovo superarsi" Voi giudici della morale con le vostre parole esercitate una violenza; ma tali valori verranno superati da una nuova creazione di valori, dopo che i vecchi siano stati infranti e finalmente distrutti.
In tal modo la massima cattiveria va unita alla massima bontà, divenuta ora creativa.

#### Del paese della cultura
Zarathustra vola verso il futuro, trova uomini con "cinquanta macchie di colore sul volto", senza una precisa identità. Che forse pur di trovarla, hanno tentato di colorarsi in ogni modo; tolto il colore cosa si trova? Nulla.
Nietzsche questi uomini li definisce sterili, senza fiducia in loro stessi, senza futuro. Come suo solito Nietzsche profetizza, in modo incredibilmente preciso, le caratteristiche dell'ultimo uomo. Come fece anche in "al di là del bene e del male" l'autore descrive uomini senza identità, uomini "brutti" che hanno lasciato morire i loro vecchi valori senza crearne di nuovi, essi non hanno slancio nel futuro.

#### Dei dotti
Una pecora mangia la corona d’edera che Zarathustra aveva cinta in capo e dice “ecco, Zarathustra non è più un dotto” andandosene con fare greve e tronfio. Zarathustra rimane li, disteso, tra i fanciulli e i cardi e i rossi fiori del papavero sicuro di essere ancora un uomo dotto ai loro occhi. Quella pecora non rappresenta altro che quella schiera di dotti per i quali conoscere è come schiacciare noci e presso la quale Zarathustra si recò più volte affamato ma che ora aveva lasciato alle spalle preferendo la libertà dell’aria aperta. Quegli stessi dotti che seduti nell’ombra fredda vogliono essere solo spettatori, che come chi guarda i passanti per strada rimangono a bocca aperta a fissare pensieri che altri hanno pensato, che hanno dita sottilissime in grado di intrecciare trame complesse e in grado di macinare con il pensiero ogni parola contro di loro rivolta […]. 

#### Dei poeti
In una variante dell’aforisma 32 di VM (Opinioni e sentenze diverse (in Umano, troppo umano, II)) si trova una catena di pensieri che può chiarire il significato di questo capitolo: “Il poeta come frodatore: egli mima colui che sa (per esempio un condottiero, un calzolaio, un marinaio), e gli riesce davanti a coloro che non sanno: alla fine ci crede lui stesso. Così acquista il sentimento dell’onestà. -Gli uomini sentimentali gli vanno incontro, e dicono addirittura che egli possiede la verità superiore: essi sono di tanto in tanto stanchi della realtà. Sonno e sogno per il cervello - questo è l’artista per gli uomini poetici (per esempio Emerson, Lipiner) cercano con predilezione i confini della conoscenza, anzi lo scetticismo, per sottrarsi alle catene della logica. Essi vogliono insicurezza, perché allora il mago, l’intuizione e i grandi effetti dell’anima sono in tal modo nuovamente possibili”. Sebbene il loro contesto - ma soprattutto l’intonazione, lo stato d’animo dell’intero passo - sia lontano dallo Zarathustra, questi pensieri del 1878 sono in connessione innegabile con questo capitolo e poi anche con i capitoli “Il mago”, “Il canto della melanconia” e “Della scienza”, nella quarta parte. (Traslitterazione di una nota di Giorgio Colli)

### Parte terza
1. Il viandante

Zarathustra ripensa al suo cammino solitario intrapreso da lui fino a quel momento dopo aver abbandonato i suoi amici e discepoli. Descrive il suo cammino passato come un susseguirsi di peregrinare e montagne da scalare mettendo così alla prova sé stesso. In seguito, fa un elogio alla morte come interruzione del continuo ripetersi di eventi e la descrive come "ultima vetta" e "ultimo rifugio" per la strada di grandezza.
Zarathustra racconta le sue sensazioni mentre sale la sua ultima vetta e ne parla come di un cuore fattosi ormai duro, durezza necessaria ad ogni scalatore, specie per la sua vetta più importante. La montagna che sta scalando si trova più in profondità di quanto non è riuscito mai a salire; parla inoltre di come le montagne più alte provengano dal "mare", cioè il luogo più profondo.
Arrivato alla fine del cammino Zarathustra è stanco e nostalgico. Tutto tace intorno a lui. Questo silenzio lo fa ragionare sul suo amore in quanto solitario e di come abbia avuto fiducia e amore anche nei confronti dei suoi mostri più orribili come un amoroso folle. Zarathustra ci lascia come messaggio che il pericolo del solitario è quello di amare solo perché c'è vita.
Infine Zarathustra si commuove ripensando agli amici che aveva abbandonato e piange amaramente lacrime d'ira e nostalgia.
1. Della visione dell'enigma (in 2 sottocapitoli)
2. Della beatitudine non voluta
3. Prima del levar del sole
4. Della virtù che rimpicciolisce (in 3 sottocapitoli)
5. Sull'uliveto
6. Del passare oltre
7. Degli apostati (in 2 sottocapitoli)
8. Il ritorno in patria
9. Delle tre cose cattive (in 2 sottocapitoli)
10. Dello spirito di gravità (in 2 sottocapitoli)
11. Di tavole antiche e nuove (in 30 sottocapitoli)
12. Il convalescente (in 2 sottocapitoli)
13. Del grande anelito
14. Il secondo canto di danza (in 3 sottocapitoli)
15. I sette sigilli. Ovvero il canto del sì e dell'amen (in 7 sottocapitoli)

### Parte quarta e ultima
1. Il sacrificio del miele
2. Il grido d'aiuto
3. Colloquio coi re (in 2 sottocapitoli)
4. La sanguisuga
5. Il mago (in 2 sottocapitoli)
6. Fuori servizio
7. L'uomo più brutto
8. Il mendicante volontario
9. L'ombra
10. Meriggio
11. Il saluto
12. La cena
13. Dell'uomo superiore (in 20 sottocapitoli)
14. Il canto della melanconia (in 3 sottocapitoli)
15. Della scienza
16. Tra figlie del deserto (in 2 sottocapitoli)
17. Il risveglio (in 2 sottocapitoli)
18. La festa dell'asino (in 3 sottocapitoli)
19. Il canto d'ebbrezza (in 12 sottocapitoli)
20. Il segno

L'autore dimostra di conoscere molto bene il linguaggio biblico, in particolar modo quello del Nuovo Testamento: lo Zarathustra di Nietzsche si rivela essere il suo Gesù Cristo senza comandamenti, sublimazione dell'immagine delle gemelle arbussiane nel doppio, il suo messia. Il tentativo di Nietzsche fu quello di creare un mito della modernità utilizzando il linguaggio simbolico del mito (e dei sogni) per riuscirvi.
Nietzsche considerava Così parlò Zarathustra con grande orgoglio e un'esaltazione simile a quella con cui avrebbe guardato i libri a seguire cioè quelli prima della catastrofe dei primi giorni del 1889. È inquietante come tutti questi ultimi libri, lo Zarathustra compreso, contengano riferimenti costanti ad un finale drammatico e alla presenza di un doppio (nello Zarathustra è ad esempio il nano o il pagliaccio della torre o ancora il mago-Wagner), tutti elementi della tradizione tragica.
Al di là del bene e del male, pubblicato poco dopo lo Zarathustra, ne rielabora le tematiche in una forma più convenzionale e diretta.